# Vlag van Odoorn

Vlag van Odoorn
(1989-1998)

De vlag van Odoorn werd op 9 maart 1989 bij raadsbesluit vastgesteld als de gemeentelijke vlag van de Drentse gemeente Odoorn. De vlag kan als volgt worden beschreven:
Twee banen van gelijke hoogte van geel en zwart; over het geheel op de scheiding van broeking en vlucht een geopende rode burcht met drie kantelen, verlicht van het veld, met een hoogte van 2/3 van de vlaghoogte.
De kleuren van de vlag zijn ontleend aan het gemeentewapen. Het geel staat voor de zandgrond, het zwart voor de veengrond. De mythische stad Hunsow, voorgesteld door de burcht, staat op de grens van beide.
In 1998 ging Odoorn op in de gemeente Borger-Odoorn. Hierdoor kwam de gemeentevlag te vervallen.

## Verwant symbool

Wapen van Odoorn (1972)

Anloo 
· Beilen 
· Borger 
· Dalen 
· Diever 
· Dwingeloo 
· Eelde 
· Gasselte 
· Gieten 
· Havelte 
· Nijeveen 
· Norg 
· Odoorn 
· Oosterhesselen 
· Peize 
· Roden 
· Rolde 
· Ruinen 
· Ruinerwold 
· Schoonebeek 
· Sleen 
· Smilde 
· Vledder 
· Vries 
· Westerbork 
· de Wijk 
· Zuidlaren 
· Zuidwolde 
· Zweeloo